# Holoplatys lhotskyi
Holoplatys lhotskyi is een spinnensoort uit de familie springspinnen (Salticidae). De soort komt voor in Queensland en Tasmanië.